# 甄詠蓓
甄詠蓓（1968年7月9日—），香港舞台劇導演、編作、演員及戲劇導師，是香港少數女性戲劇創作人之一。

## 演藝事業
甄詠蓓早年就讀香港培道中學。後於1986年中五畢業後就讀香港演藝學院戲劇學院。畢業後，1991年曾到英國、法國跟隨戲劇導師Philippe Gaulier及Monika Pagneux等研習演技及形體訓練。1993年回港後參與創辦劇場組合，任聯合藝術總監，主力發展導演工作，並與前夫詹瑞文聯合導演劇團多部代表性作品。其獨腳戲《遊園》於2005年首演，大獲好評，並於2006年獲邀參加台灣「國際劇場藝術節」。2008年劇場組合決定主動放棄政府的資助，成立文化產業機構「PIP文化產業」(簡稱PIP)，把創作領域從舞臺擴展至不同範疇。2013年與黃秋生合組神戲劇場，並擔任聯合藝術總監。
甄詠蓓亦曾參與毛俊輝實驗創作及瘋祭舞台演出。亦曾被邀請在香港及海外主持戲劇及形體工作坊，包括深圳大學藝術學院、上海戲劇學院、實踐劇場(新加坡)及優劇場(台灣)等。

## 獎項
- 1992-1993年度 香港戲劇協會第二屆香港舞台劇獎 最佳女配角 （喜／鬧劇）
- 1999-2000年度 香港戲劇協會第九屆香港舞台劇獎 最佳女主角 （喜／鬧劇）
- 1999年 亞洲文化協會獎學金，前赴紐約考察。
- 1999年 荷蘭獎學金，前往跟隨名師Claire Heggen 及Vicente Fuentes
- 2003年 香港藝術發展局「香港藝術發展獎 ─ 藝術新進獎（戲劇）」
- 2005年 新城勁爆兒歌頒獎禮新城勁爆兒歌
- 2014年 香港藝術發展局「香港藝術發展獎 ─ 年度藝術家獎（戲劇）」

## 導演作品
- 《墮落鳥》
- 《掛在樹上的皮鞋》
- 《兩條老柴玩遊戲》
- 《動物農莊攪攪震》
- 《無好死》
- 《烏喱單刀》
- 《遊園》
- 《月亮7個半》
- 《廁客浮士德》
- 《仲夏夜之夢》
- 《家家春秋》
- 《阿Q後傳》
- 《野豬》（黃子華、廖啟智、林嘉欣等主演）
- 《Equus馬》（黃秋生、張敬軒、方皓玟主演）
- 《黑色星期一》
- 《搞大電影》
- 《Bad acting》
- 《塑像譜》

## 參演作品

### 舞台劇
- 《狂揪夫妻》
- 《狂揪夫妻・二度勁揪版》

### 電影
- 陀地驅魔人 饰 精神科医生
- 拆弹专家2 饰 王静仪教授

## 外部連結
- 甄詠蓓 (Olivia Yan Wing Pui)的Facebook專頁
- Olivia 甄詠蓓的Facebook專頁
- Olivia Yan 甄詠蓓的Facebook專頁
- 甄詠蓓的新浪微博
- 甄詠蓓的X（前Twitter）
- 甄詠蓓《家家春秋》官方Blog[]
- 甄詠蓓 個人Blog[]
- 甄詠蓓的 《遊園》 男人之虎的後花園[永久]
- 甄詠蓓自我的追尋
- 甄詠蓓《遊園》 獨角演出女性情愛壓抑
- 甄詠蓓在香港影庫上的簡介